# Alsok
Alsok egykor önálló község, 1950 óta Csurgó városrésze, ma Somogy vármegyében, a Csurgói járásban.

## Fekvése
A központtól 2 km-re délkeletre, a 6819-es mellékút mentén terül el. Délkeleti szomszédja tőle 5 km-re Berzence.

## Története
Vályi András szerint „ALSOK. Magyar falu Somogy Vármegyében, birtokos Ura Gróf Festetics Uraság, lakosai katolikusok, fekszik Csurgóhoz közel, mellynek filiája. Határbéli földgye, és réttye jó, fája, és legelője elég, mivel szőlő hegye nintsen, második Osztálybéli.”
Fényes Elek szerint „Alsók, magyar falu, Somogy vgyében, Csurgóhoz 1/2 óra, 9 kath., 674 ref., 47 ágostai, 12 zsidó lak., ref. anyaekklezsiával. Erdeje derék; földei is termékenyek. F. u. gr. Festetics Tasziló.”
Somogy vármegye monográfiája szerint szerint „Alsok. Magyar kisközség, körjegyzői székhely. Házainak száma 151, lakosaié 796, a kik túlnyomóan ref. vallásúak. Postája, távírója és vasúti állomása Csurgó. Első ízben a XV. századbeli adólajstromokban fordul elő. 1536-ban Draghy Miklós, 1550-ben Kálnay János volt a földesura. Az 1565–66. évi török kincstári adójegyzék szerint 1, az 1571. évi szerint 8 házból állott. 1598–99-ben Zrinyi Györgyé, és 1660-ban is még a Zrinyiek jószága. 1715-ben 10 háztartást írtak benne össze. 1715–1726 között Turinetti Herkules József Lajos őrgrófé. 1733-ban Festetics Kristóf birtokában találjuk és ettől kezdve, egész 1848-ig e család volt a földesura és jelenleg is herczeg Festetics Tasziló a legnagyobb birtokosa. A ref. templom 1784-ben épült. A lakosok fogyasztási, hitel-, tej- és állatbiztosító-szövetkezetet tartanak fenn. A községhez tartozik Cser-puszta.”
1934-ben beleolvadt Csurgósarkad.
1950-ben Csurgóhoz csatolták.

## Gazdaság
- Hűtőház

## Látnivalók
- Zis-tó (másként Is-tó)
- I. világháborús emlékmű